# Maison interuniversitaire des Sciences de l'homme - Alsace
 (juin 2013).
La maison interuniversitaire des Sciences de l’Homme - Alsace (MISHA) est une institution de recherche en sciences humaines et sociales qui héberge et soutient des équipes et des programmes de recherche dans un contexte interdisciplinaire et international.
La maison interuniversitaire des Sciences de l’homme – Alsace fait partie du réseau national des Maisons des Sciences de l'Homme (MSH). Elle mène ses activités de recherche en particulier dans le domaine des Sciences de l’Antiquité et des Études européennes.
La MISHA est placée sous la responsabilité conjointe du CNRS, de l’université de Strasbourg et de l'université de Haute-Alsace qui lui attribuent du personnel et des moyens.

## Équipes hébergées
- Unité d'Appui et de Recherche (MISHA UAR 3227) ;
- Laboratoire Droit, Religion, Entreprise, Société (DRES - UMR 7354) ;
- Laboratoire Société, Acteurs, Gouvernements en Europe (SAGE - UMR 7363) ;
- Laboratoire interdisciplinaire en études culturelles/Lab for interdisciplinary cultural studies (Lincs - UMR 7069) ;
- Archéologie et histoire ancienne : Méditerranée - Europe (ARCHIMèdE - UMR 7044) ;
- Sciences des Religions et Théologies à Strasbourg (GIS Scirthes) ;
- Institut d’Études Avancées de Strasbourg (USIAS)[1].

## Équipes partenaires
Toutes les équipes en sciences de l'Homme et de la société du site alsacien sont partenaires de la MISHA.

## Pôles de ressources et plateformes technologiques
- Bibliothèque et documentation
- Soutien à la production et à la valorisation de la recherche :  GermanoPôle, Pôle de soutien à l’édition de revues en SHS | OUVROIR, Relecture & traduction, Plateforme Universitaire de Données | PUD-S, Plateforme Humanités Numériques | PHUN, Pépinière d’Accompagnement des Revues vers l’Édition Ouverte | PARÉO,
- Salle de numérisation et de prises de vues haute définition
- Plateforme audiovisuelle,
- Service communication
- Service informatique

Espaces
- Salle de conférences, équipée multimédia et visioconférence, 120 places
- Salle « Table ronde », équipée multimédia et visioconférence, 25 places
- Six salles de réunion de 10 à 20 places
- Salle de formation informatique, 13 postes
- Espace de valorisation et d'exposition
- Lieux de convivialité et cafétéria

## Bibliothèque
Elle réunit dans un même espace les collections spécialisées des bibliothèques des instituts d'histoire ancienne et d'archéologie, les fonds du laboratoire "Politique, Religion, Institutions et Sociétés : Mutations Européennes" (UMR 7012, aujourd'hui fusionnée dans l'UMR SAGE), du laboratoire "Cultures et Sociétés en Europe" (UMR 7043, aujourd'hui fusionnée dans l'UMR Lincs) et du laboratoire d'archéologie "Archimède" :
- 75 000 volumes de monographies ;
- 173 titres de périodiques en cours et un millier de titres arrêtés ;
- 136 places de lecture dont 21 carrels individuels ;
- deux salles de travail.